# Stéphane Caillard
Stéphane Caillard (Marsella, 1 de octubre de 1988) es una actriz francesa de cine, teatro y televisión.

## Carrera
Caillard ha aparecido desde 1999 en varias películas y series dramáticas de la televisión de su país. En 2004 interpretó a Camille Dassin, la hija del personaje de Richard Bohringer en la serie de televisión Doctor Dassin. A mediados de la década de 2010 logró popularidad al interpretar el rol de Alma en el seriado La Vie devant elles. En 2018 actuó como Geneviève Aliquot en el seriado estadounidense Genius, y un año después protagonizó junto a Adama Niane la película de suspenso Furie.
En 2020 apareció en el filme Los europeos, de Víctor García León.

## Filmografía

### Cine
| Año  | Título                              | Papel            |
| ---- | ----------------------------------- | ---------------- |
| 2006 | C'est beau une ville la nuit        |                  |
| 2010 | Le temps de la kermesse est terminé | Alex Keller      |
| 2011 | Les Lyonnais                        | Janou jeune      |
| 2011 | Rabat                               | Julie            |
| 2015 | Premiers Crus                       | Cécile           |
| 2016 | Juillet Août                        | Louise           |
| 2016 | Bastille Day                        | Béatrice         |
| 2017 | Chez nous                           | Victoire Vasseur |
| 2019 | Furie                               | Chlóe            |
| 2020 | Los europeos                        |                  |
| 2025 | Ad Vitam                            | Leo              |

### Televisión
| Año        | Título                                                      | Papel               |
| ---------- | ----------------------------------------------------------- | ------------------- |
| 1999       | La maison d'Alexina                                         | Momo                |
| 2010       | Les petite meutres d'Agatha Christie: Le chat et les souris | Annabelle de Lussac |
| 2011       | A Gang Story                                                | Janou jeune         |
| 2013       | Les petite meutres d'Agatha Christie: Jeux de glaces        | Juliette            |
| 2015, 2017 | La Vie devant elles                                         | Alma                |
| 2015       | Neuf Jours en hiver                                         | Frédérique          |
| 2016       | Marsella                                                    | Julia Taro          |
| 2018       | Genius                                                      | Geneviève Aliquot   |
| 2019       | War of the Worlds                                           | Chloe Dumont        |